# Khairpur Nathan Shah
Khairpur Nathan Shah (en ourdou : خیرپور ناتھن شاہ) est une ville pakistanaise située dans le district de Dadu, dans le nord de la province du Sind. C'est la troisième plus grande ville du district, après Dadu et Mehar. Elle est située à près de 100 kilomètres au sud-ouest de Larkana.
Elle est nommée d'après le saint soufi Hazrat Nathan Shah.
La population de la ville a été multipliée par près de cinq entre 1972 et 2017, passant de 7 655 habitants à 41 239. Entre 1998 et 2017, la croissance annuelle moyenne s'affiche à 2,5 %, semblable à la moyenne nationale de 2,4 %. Selon le recensement de 2023, la population de la ville monte à 50 786 habitants.
|            | 1972 (rec.) | 1981 (rec.) | 1998 (rec.) | 2017 (rec.) | 2023 (rec.) |
| ---------- | ----------- | ----------- | ----------- | ----------- | ----------- |
| Population | 7 655       | 10 540      | 26 012      | 41 239      | 50 786      |